# Gilbert Debenham
Sir Gilbert Debenham of Little Wenham (* um 1404; † 1481) war ein englischer Ritter.

## Leben
Sir Gilbert Debenham war der einzige Sohn von Gilbert Debenham († 1417), Gutsherr von Alburgh in Norfolk sowie Great Wenham und Little Wenham in Suffolk.
Am 19. Mai 1426 wurde er in Leicester zum Knight of the Bath geschlagen.
Er war Justice of Peace in Suffolk in den Jahren 1440, 1442 bis 1445 und 1448/49. In den Jahren 1457, 1459 und 1460 agierte er in Suffolk als Justice of Array. Als Knight of the Shire vertrat er die Grafschaft Suffolk 1442, 1449 und 1453 im Parlament.
Sir Gilbert war ein Gefolgsmann von John Mowbray, 3. Duke of Norfolk  und war dessen Steward.
Debenham wird als betrügerisch und gewalttätig beschrieben, der unter dem Schutzmantel seines Patrons in Ipswich und Colchester seinen persönlichen Wohlstand durch Korruption und Betrug mehrte.
Während des Kampfes zwischen John Mowbray und William de la Pole, 1. Duke of Suffolk um mehr Einfluss in Norfolk und Suffolk, agierte Sir Gilbert als nützlicher Vasall für Mowbray. So soll er 1439 in die Ermordung eines Gefolgsmannes des Duke of Suffolk, James Andrew, verwickelt gewesen sein. Er und Sir Robert Wingfield wurden wegen Anstiftung zum Mord angeklagt, aber beide erhielten auf Drängen Mowbrays Pardon.
Sir Gilbert war auch in etliche Streitigkeiten und Kämpfe um Besitzungen und Ländereien verwickelt, so zum Beispiel 1438, als er mit einigen Männern das Manor of Stockton und Manor of Geldeston widerrechtlich für John Mowbray in Besitz nahm. Mit John Fastolf lag Debenham bis 1441 im Streit um ein Gut in Fritton, Norfolk und 1469 gehörte Sir Gilbert zur Armee John Mowbrays bei der Belagerung und Übernahme von Caister Castle.
Im November 1460 wurde Sir Gilbert als commissioner vom König beauftragt das widerrechtlich durch die Brüder Knyvet besetzte Buckenham Castle zu erobern, was aber misslang.
Ab 1460 wandte sich Sir Gilbert dem Haus York zu und kämpfte während der Rosenkriege für Eduard IV. 1461 bei der Schlacht von Towton und 1471 bei Barnet und Tewkesbury.
Seinen Stammsitz in Little Wenham, Suffolk, nutzte Debenham wiederholt als Basis für Angriffe auf Unterstützer des Hauses Lancaster.
Während der kurzen zweiten Regentschaft von Heinrich VI. zwischen Oktober 1470 und April 1471 wurde Sir Gilbert inhaftiert und Little Wenham heftig attackiert.
Sir Gilbert Debenham starb 1481.

## Ehe und Nachkommen
Sir Gilbert Debenham war verheiratet mit Margaret, Tochter des Sir Edward Hastings of Gressenhall. Das Paar hatte zumindest zwei Kinder:
- Sir Gilbert Debenham
- Elizabeth Debenham ⚭ Sir Thomas Brews[6]